# الانتخابات الرئاسية الجزائرية 1979
الانتخابات الرئاسية الجزائرية 1979 هي الانتخابات الرئاسية التي جرت في 7 فبراير 1979، فاز بالانتخابات الشاذلي بن جديد.

## المرشحين
| المرشح          | الحزب | عدد الأصوات |
| --------------- | ----- | ----------- |
| الشاذلي بن جديد |       |             |